# 無防備地域宣言運動全国ネットワーク
無防備地域宣言運動全国ネットワーク（むぼうびちいきせんげんうんどうぜんこくネットワーク、略称：無防備全国ネット）は、日本の市民団体である。2017年時点では活動は見られなくなっている。

## 主張
反戦を前面に押し出し、ジュネーヴ条約（正確にはその追加第1議定書の第59条）に規定された「無防備地域宣言」を行えば戦争に巻き込まれることはない、として、その宣言を行う条例の制定を全国の自治体に呼びかける活動を行っている。しかしいずれも制定に失敗、脱原発運動に主軸を移した後にこの団体名での活動は見られなくなっていった。
公安調査庁は平成18年度の「内外情勢回顧録」において、この運動に民主主義的社会主義運動(MDS)が深く関与しているとしている。

## 呼びかけ人
- 池上洋通
- 池田香代子
- 井上ひさし
- 上原公子
- 川田悦子
- きくちゆみ
- 斎藤貴男
- 澤野義一
- 土屋公献

- 成見暁子
- 藤永のぶよ
- 平安名常徳
- 前田朗
- 松浦悟郎
- 松本健男
- 山内徳信
- 山内敏弘
- 中井多賀宏